# Arapahoe (Nebraska)
Arapahoe je grad u američkoj saveznoj državi Nebraska. Prema popisu stanovništva iz 2010. u njemu je živjelo 1,026 stanovnika.